# 500 miles d'Indianapolis 1975

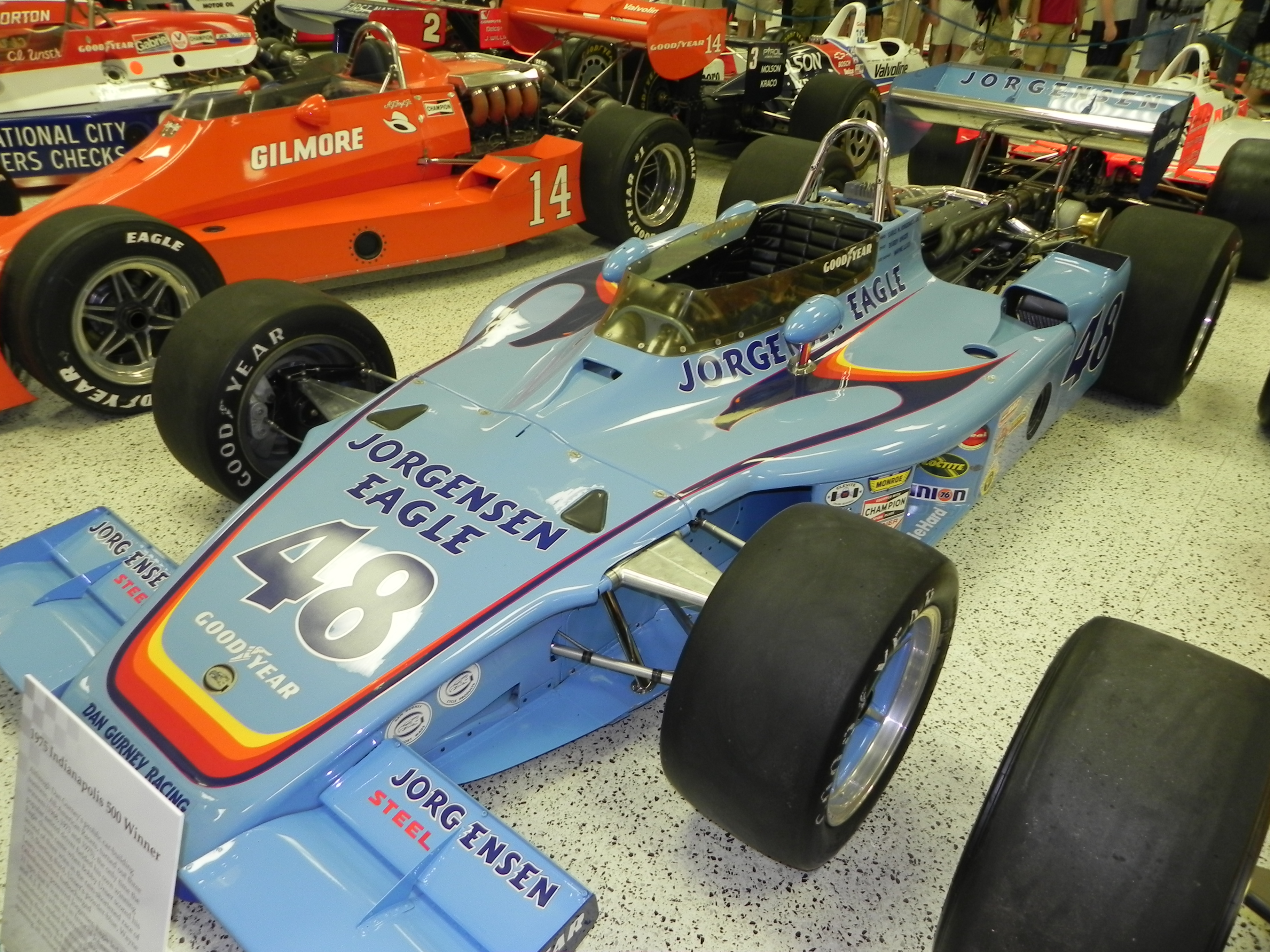
L'Eagle-Offenhauser de Bobby Unser, victorieuse de l'édition 1975 des 500 miles d'Indianapolis.

Les 500 miles d'Indianapolis 1975, organisés le dimanche 25 mai 1975 sur l'Indianapolis Motor Speedway, ont été remportés par le pilote américain Bobby Unser sur une Eagle-Offenhauser de l'écurie All American Racers.

## Grille de départ
| Ligne | Intérieur         | Milieu           | Extérieur        |
| 1     | A. J. Foyt        | Gordon Johncock  | Bobby Unser      |
| 2     | Tom Sneva         | Mike Mosley      | Lloyd Ruby       |
| 3     | Johnny Rutherford | Bill Vukovich II | Salt Walther     |
| 4     | Jimmy Caruthers   | Al Unser         | Johnny Parsons   |
| 5     | Bobby Allison     | Jerry Grant      | Bill Puterbaugh  |
| 6     | John Martin       | Bentley Warren   | Pancho Carter    |
| 7     | Gary Bettenhausen | Jerry Karl       | Wally Dallenbach |
| 8     | Roger McCluskey   | Bob Harkey       | George Snider    |
| 9     | Sammy Sessions    | Sheldon Kinser   | Mario Andretti   |
| 10    | Larry McCoy       | Steve Krisiloff  | Dick Simon       |
| 11    | Mike Hiss         | Eldon Rasmussen  | Tom Bigelow      |

La pole position a été réalisée par A. J. Foyt à la moyenne de 312,174 km/h. Il s'agit également du meilleur temps des qualifications.

## Classement final
| no | Pilote              | Voiture               | Tours | Temps/Abandon     |
| 1  | Bobby Unser         | Eagle-Offenhauser     | 174   |                   |
| 2  | Johnny Rutherford   | McLaren-Offenhauser   | 174   |                   |
| 3  | A. J. Foyt          | Coyote-Foyt           | 174   |                   |
| 4  | Pancho Carter       | Eagle-Offenhauser     | 169   |                   |
| 5  | Roger McCluskey     | Riley-Offenhauser     | 167   |                   |
| 6  | Bill Vukovich II    | Eagle-Offenhauser     | 166   |                   |
| 7  | Bill Puterbaugh (R) | Eagle-Offenhauser     | 165   |                   |
| 8  | George Snider       | Eagle-Offenhauser     | 165   |                   |
| 9  | Wally Dallenbach    | Wildcat-SGD           | 162   | moteur            |
| 10 | Bob Harkey          | McLaren-Offenhauser   | 162   |                   |
| 11 | Steve Krisiloff     | Eagle-Offenhauser     | 162   |                   |
| 12 | Sheldon Kinser (R)  | Kingfish-Offenhauser  | 161   |                   |
| 13 | Jerry Karl          | Eagle-Chevrolet       | 161   |                   |
| 14 | Jimmy Caruthers     | Eagle-Offenhauser     | 161   |                   |
| 15 | Gary Bettenhausen   | Eagle-Offenhauser     | 158   | accident          |
| 16 | Al Unser            | Eagle-Offenhauser     | 157   | mécanique         |
| 17 | Samy Sessions       | Eagle-Offenhauser     | 155   | moteur            |
| 18 | Tom Bigelow         | Vollstedt-Offenhauser | 151   | mécanique         |
| 19 | Johnny Parsons      | Eagle-Offenhauser     | 140   | transmission      |
| 20 | Jerry Grant         | Eagle-Offenhauser     | 137   | moteur            |
| 21 | Dick Simon          | Eagle-Foyt            | 133   |                   |
| 22 | Tom Sneva           | McLaren-Offenhauser   | 125   | accident          |
| 23 | Bentley Warren      | Kingfish-Offenhauser  | 120   |                   |
| 24 | Eldon Rasmussen (R) | Rascar-Foyt           | 119   | moteur            |
| 25 | Bobby Allison       | McLaren-Offenhauser   | 112   | boîte de vitesses |
| 26 | Mike Mosley         | Eagle-Offenhauser     | 94    | moteur            |
| 27 | John Martin         | McLaren-Offenhauser   | 61    | radiateur         |
| 28 | Mario Andretti      | Eagle-Offenhauser     | 49    | accident          |
| 29 | Mike Hiss           | Finley-Offenhauser    | 39    | accident          |
| 30 | Larry McCoy (R)     | Rascar-Offenhauser    | 24    | moteur            |
| 31 | Gordon Johncock     | Wildcat-SGD           | 11    | allumage          |
| 32 | Lloyd Ruby          | McLaren-Offenhauser   | 7     | moteur            |
| 33 | Salt Walther        | McLaren-Offenhauser   | 2     | allumage          |

Un (R) indique que le pilote était éligible au trophée du « Rookie of the Year » (meilleur débutant de l'année), attribué à Bill Puterbaugh.